# Agroha
Agroha és un jaciment arqueològic del districte d'Hissar a Haryana, protegit pel govern de l'Índia, a 22 km d'Hissar.
S'hi han trobat objectes dels segles iii i iv aC fins als segles xiii i XIV. Algunes estructures mostren sistemes defensius (muralles); hi ha també capelles i edificis religiosos de gran importància. Les cases residencials són de plan rectangular orientades d'est a oest. El nombre d'objectes trobats és d'uns set mil incloent estàtues de pedra i de terracota, objectes de ferro i coure, pedres precioses, objectes de petxines, vidre, terracota i ceramica. També s'han trobat monedes.